# Veľká Dolina
Veľká Dolina é um município da Eslováquia, situado no distrito de Nitra, na região de Nitra. Tem 11,69 km² de área e sua população em 2018 foi estimada em 682 habitantes.

## Demografia
| Ano:        | 1994 | 2004   | 2014    | 2024   |
| ----------- | ---- | ------ | ------- | ------ |
| Broj ljudi: | 569  | 606    | 677     | 718    |
| Razlika:    |      | +6,50% | +11,71% | +6,05% |

| Ano:               | 2023 | 2024   |
| ------------------ | ---- | ------ |
| Número de pessoas: | 726  | 718    |
| Diferença:         |      | -1,10% |